# 麥克莫林冰川
麥克莫林冰川（英語：McMorrin Glacier），是南極洲的冰川，位於葛拉漢地的法利埃海岸，流經梅特卡夫山，最終注入瑪格麗特灣，由英國南極名稱諮詢委員會命名，現時由南極條約體系管理。